# ジャム・クリエーション
株式会社ジャム・クリエーション (Jam Creation) は、かつて活動していたアダルトゲーム制作会社。活動当時は株式会社J.C.STAFF（ジェー・シー・スタッフ）の関連会社であり、アニメーションを多用した作品を主とする作品を発表していた。

## 概要
2000年9月22日に、『eye's ONLY その輝きは眩しさに満ちて』でデビュー。『ainos』（アイノス）、『AQNOS』（アクノス）、『でこポン!』の3ブランドを抱えていたが、2007年3月23日の『女経営者 絵里子』を最後に新作のリリースは止まっており、過去の作品がダウンロード販売されているのみである。

## タイトル一覧

### ainos
デビュー当初から存在していたライトな作風専門のブランド。『ぱちぱちサーキット』を除く全作品の原画をまきまきなるとが、制作をゆい工房がそれぞれ担当している。
- eye's ONLY その輝きは眩しさに満ちて　（発売日：2000年9月22日）
- ぽこぽこ軍将 棚からこぼれたストーリー　（発売日：2001年5月24日）
- ゆうれいは同居人!?　（発売日：2001年11月22日）
- ぽこぽこ軍将2 -いっつ・あ・りある・わ〜るど-　（発売日：2002年3月29日）
- ももいろパラダイス 〜住み込みバイト 恋愛付〜　（発売日：2003年1月24日）
- ぱちぱちサーキット　（発売日：2006年1月27日）

### AQNOS
ainosとは違い、ダークな作風専門のブランド。
- 罪罰　（発売日：2004年12月17日）
- 女経営者 絵里子　（発売日：2007年3月23日）

### でこポン!
上の2ブランドとは違い、アニメを使わずオーソドックスな止め絵（アニメ塗りですらない）CGで見せるブランド。
- いつか降る雪　（発売日：2004年2月27日）
- 昼は別の顔　（発売日：2005年1月28日）